# Guido Behling
Guido Behling (Wittenberg, RDA, 20 de enero de 1964) es un deportista de la RDA que compitió en piragüismo en la modalidad de aguas tranquilas. Ganó cuatro medallas en el Campeonato Mundial de Piragüismo entre los años 1985 y 1989.

## Palmarés internacional
| Campeonato Mundial | Campeonato Mundial | Campeonato Mundial | Campeonato Mundial |
| Año                | Lugar              | Medalla            | Evento             |
| ------------------ | ------------------ | ------------------ | ------------------ |
| 1985               | Malinas (Bélgica)  | Medalla de plata   | K2 500 m           |
| 1985               | Malinas (Bélgica)  | Medalla de bronce  | K4 1000 m          |
| 1986               | Montreal (Canadá)  | Medalla de plata   | K4 1000 m          |
| 1989               | Plovdiv (Bulgaria) | Medalla de bronce  | K4 1000 m          |